# 伯明翰网球公开赛
伯明翰网球公开赛（Birmingham Open）是一项已经终止的在英国伯明翰举办的男子职业网球赛事，仅在1991年举办了一年，属于ATP世界系列赛，场地为室内地毯球场。
一般英国的网球赛事在五月到七月之间举行，但伯明翰公开赛在11月份举办。在ATP巡回赛成立以前，该时间段属于创办于1934年、大奖赛超级系列赛之一的温布利锦标赛，但温布利锦标赛在1990年ATP巡回赛成立当年举办过1届便终止，1991年伯明翰公开赛填补了赛事空缺。但伯明翰也只举办了一年，位于比利时安特卫普的网球邀请赛事欧洲共同体锦标赛加入ATP巡回赛顶替了该项赛事。
美籍华人选手张德培在决赛击败法国选手纪尧姆·拉乌获得了赛事的唯一一个单打冠军。

## 决赛

### 单打
| 年份 | 冠军   | 亚军        | 比分     |
| ---- | ------ | ----------- | -------- |
| 1991 | 张德培 | 纪尧姆·拉乌 | 6–3, 6–2 |

### 双打
| 年份 | 冠军                    | 亚军                    | 比分     |
| ---- | ----------------------- | ----------------------- | -------- |
| 1991 | 雅克·艾里廷 保罗·韦克萨 | 罗尼·巴特曼 里卡德·伯格 | 7–5, 7–5 |

## 链接
- ATP赛事页面 （页面存档备份，存于）